# Actinioidea
Actinioidea Rafinesque, 1815 è una superfamiglia di celenterati antozoi dell'ordine Actiniaria.

## Tassonomia
La superfamiglia comprende le seguenti famiglie:
- Actiniidae Rafinesque, 1815
- Actinodendridae Haddon, 1898
- Andresiidae Stephenson, 1922
- Capneidae Gosse, 1860
- Condylanthidae Stephenson, 1922
- Haloclavidae Verrill, 1899
- Homostichanthidae
- Iosactinidae Riemann-Zürneck, 1997
- Limnactiniidae Carlgren, 1921
- Liponematidae Hertwig, 1882
- Minyadidae Milne Edwards, 1857
- Phymanthidae Andres, 1883
- Preactiniidae England in England & Robson, 1984
- Ptychodactinidae Appellöf, 1893
- Stichodactylidae Andres, 1883
- Thalassianthidae Milne Edwards, 1857